# إجلاء الرعايا البريطانيين من أفغانستان
عملية إجلاء الرعايا البريطانيين من أفغانستان أو عملية Operation Pitting هي عملية عسكرية بريطانية مستمرة حاليًا لإجلاء الرعايا البريطانيين والأفغان المؤهلين من أفغانستان في أعقاب هجوم طالبان عام 2021. تتكون العملية من أكثر من 1000 فرد عسكري، بما في ذلك جنود من 16 لواء من عناصر النخبة الجوية.

## خلفية العملية
في عام 2001، انضمت المملكة المتحدة إلى الولايات المتحدة وحلفائها في غزو أفغانستان لإسقاط طالبان. وتمت تسمية المساهمة البريطانية في هذا الغزو باسم عملية فيريتاس، والتي حلت محلها عملية هيريك في عام 2002. خلال العملية، عملت المملكة المتحدة كجزء من القوة الدولية للمساعدة الأمنية (إيساف)، جنبًا إلى جنب مع الولايات المتحدة وحلفائها، لتدريب وتعزيز قوات الأمن الوطني الأفغانية (ANSF) ومواجهة تمرد طالبان. في ذروتها، كان لدى المملكة المتحدة 9500 فرد عسكري منتشرين في أفغانستان. تم تخفيض هذه الأرقام تدريجياً، بالتنسيق مع الحلفاء، ابتداءً من عام 2013. بحلول عام 2014، توقفت جميع العمليات القتالية، بينما استمر التدريب في إطار عملية جديدة، أطلق عليها اسم عملية تورال، وهي جزء من مهمة الناتو للدعم الحازم الأوسع.

## اتفاق الدوحة وهجوم طالبان
في فبراير 2020، وقعت الولايات المتحدة وحركة طالبان اتفاقية الدوحة التي سمحت بالإفراج عن 5000 سجين من طالبان، من بينهم 400 متهمون وأدينوا بارتكاب جرائم كبرى، مثل القتل ، مقابل انسحاب الولايات المتحدة وحلف شمال الأطلسي من أفغانستان. القاعدة تعمل في المناطق الخاضعة لسيطرة طالبان والحوار بين طالبان والحكومة الأفغانية. ومع ذلك، في غضون 45 يومًا من الاتفاقية، بين 1 مارس و 15 أبريل 2020 ، كان هناك تصعيد كبير في هجمات طالبان ضد قوات الأمن الأفغانية. في 22 يونيو 2020، قُتل 291 عنصرًا من قوات الأمن الوطني في الأسبوع السابق وجرح 550 في 422 هجومًا نفذتها حركة طالبان. كما قُتل ما لا يقل عن 42 مدنياً، بينهم نساء وأطفال، وأصيب 105 آخرون في 18 محافظة. على الرغم من ذلك، وافقت إدارة ترامب في الولايات المتحدة على خفض مبدئي لمستوى قوتها من 13000 إلى 8600 بحلول يوليو 2020 ، يليه انسحاب كامل بحلول 1 مايو 2021. قامت إدارة بايدن الحالية بعد ذلك بتمديد الموعد النهائي للانسحاب حتى 11 سبتمبر 2021. تم نقل هذا إلى 31 أغسطس. صعدت حركة طالبان من هجماتها ردًا على انسحاب الولايات المتحدة وحلف شمال الأطلسي، وحققت تقدمًا ملحوظًا في الريف وزادت عدد المناطق التي تسيطر عليها من 73 إلى 223 في الأشهر الثلاثة الأولى. اعتبارًا من 6 أغسطس 2021، استولت طالبان على عشرين من عواصم المقاطعات الأفغانية البالغ عددها 34، بما في ذلك قندهار وهرات، وبحلول 10 أغسطس، سيطرت على 65٪ من مساحة البلاد. انتقد وزير الدفاع البريطاني بن والاس بشدة الصفقة بين الولايات المتحدة وطالبان، واصفًا إياها بـ «الفاسدة» و «الخطأ». في مقابلة مع الصحافة، صرح والاس أيضًا بأنه «مذعور» للغاية من قرار الولايات المتحدة بالانسحاب لدرجة أنه استطلع الحلفاء الآخرين في الناتو لمعرفة ما إذا كان هناك دعم لتحالف جديد بدون الولايات المتحدة.

## التاريخ التشغيلي

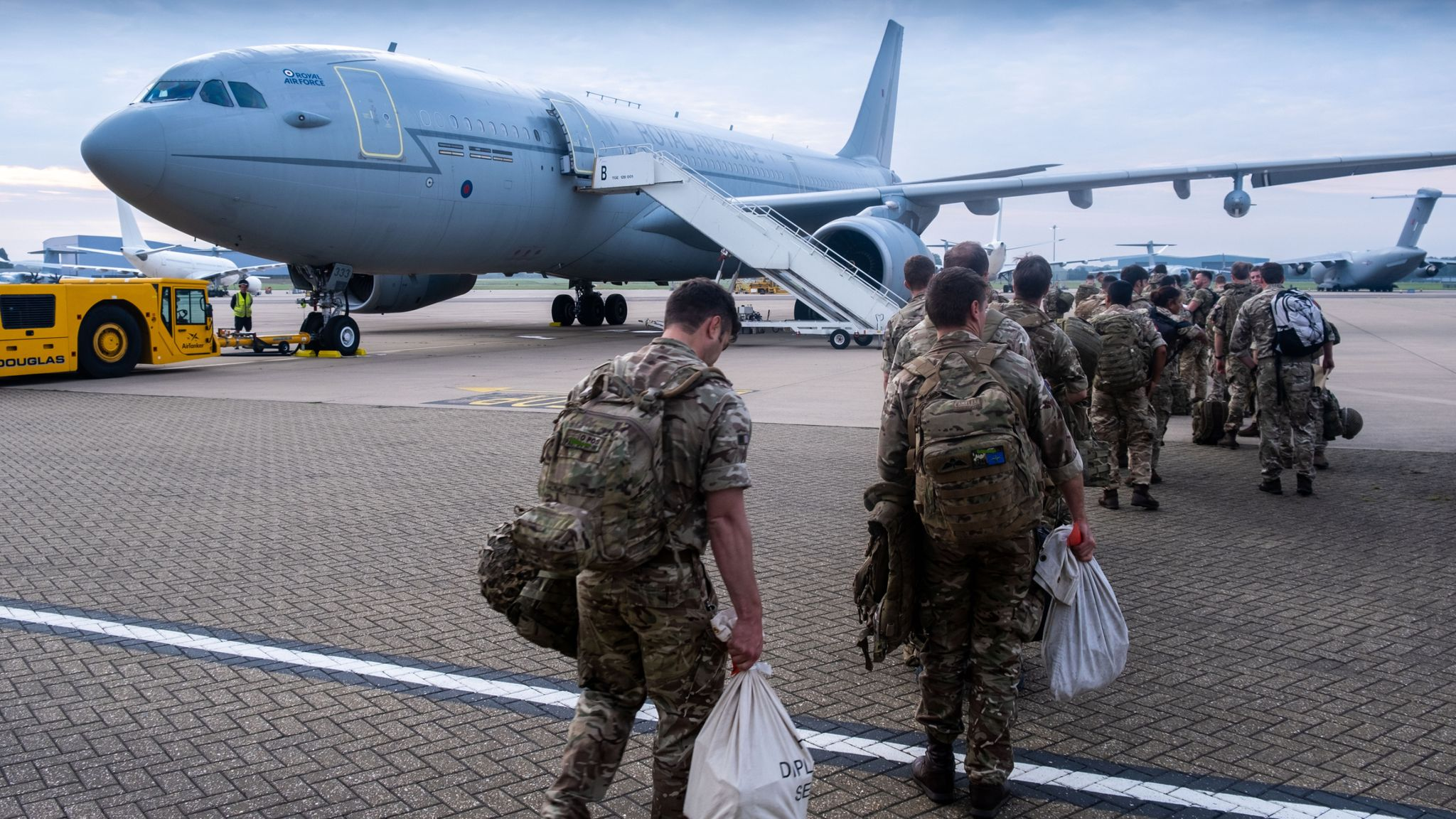
نشر جنود بريطانيين في أفغانستان

تم الإعلان عن العملية لأول مرة في 13 أغسطس 2021 بعد أن أذن بها رئيس الوزراء بوريس جونسون. هدفها المعلن، وفقًا لوزارة الدفاع، هو إجلاء الرعايا البريطانيين وموظفي السفارات والأفغان المؤهلين للانتقال بموجب سياسة إعادة التوطين والمساعدة الأفغانية (ARAP). بدأت العملية بحوالي 600 من الأفراد العسكريين ، تم اختيار بعضهم من لواء الهجوم الجوي السادس عشر عالي الجاهزية التابع للجيش البريطاني، والمكلف بالدعم اللوجستي وحماية القوة. وقد انضم إليهم فريق صغير من وزارة الداخلية لمساعدة يطلق عليه أسم (FCDO) في كابول وذلك لمعالجة التأشيرات ووثائق السفر الأخرى. وتتمركز القيادة والتحكم في العملية في المقر المشترك الدائم في نورثوود، لندن. ويقودها قائد العمليات المشتركة السير بن كي. تنفذ الولايات المتحدة عملية مماثلة، تسمى عملية ملجأ الحلفاء، وهناك عمليات مماثلة تنفذها دول أخرى، بما في ذلك كندا وإيطاليا وفرنسا وألمانيا. أنشأت المملكة المتحدة جسرًا جويًا بين المملكة المتحدة وأفغانستان مع توقف مؤقت في الإمارات العربية المتحدة.

### الجسر الجوي
بدأ أفراد الجيش البريطاني في الوصول إلى مطار كابول حامد كرزاي الدولي في 15 أغسطس على متن طائرة تابعة لسلاح الجو الملكي البريطاني بوينج C-17 Globemaster III. عملوا مع القوات الأمريكية لتأمين المطار. خلال اليوم نفسه، سقطت العاصمة الأفغانية وأكبر مدنها في قبضة طالبان بعد فترة وجيزة من فرار الرئيس الأفغاني أشرف غني من البلاد، مما أدى إلى انهيار الحكومة الأفغانية. طلبت طالبان بعد ذلك انتقالًا سلميًا للسلطة.
في 16 أغسطس، وصلت الرحلة الأولى لـ 370 شخصًا تم إجلاؤهم إلى سلاح الجو الملكي البريطاني في منطقة بريز نورتون في أوكسفوردشاير، إنجلترا. وذلك عبر طائرة تابعة لسلاح الجو الملكي من نوع إيرباص إيه 330 إم آر تي تي. وشارك ما مجموعه 11 طائرة تابعة لسلاح الجو الملكي البريطاني، تتكون من أربع فويجرز، وأربع طائرات سي -17، وطائرتان أطلس سي 1، وطائرة من نوع ولوكهيد سي -130 هيركوليس في العمليات خلال نفس اليوم. بعد تعليق معظم الرحلات الجوية التجارية من كابول، نزلت حشود من الأفغان الذين تقطعت بهم السبل إلى المدارج بدافع اليأس وحاولوا ركوب الطائرات. كان هناك ما لا يقل عن خمس حالات وفاة مؤكدة، سقط بعضها حتى وفاتها بعد اصطدامها بجوانب الطائرة التي كانت تقلع. حدث هذا في الجزء التجاري من المطار، بينما عملت القوات البريطانية في الجانب العسكري المنفصل؛ تلقى وزير الدفاع بن والاس تأكيدات من طالبان، عبر طرف ثالث، بأن الجانب العسكري سيظل يعمل. خلال مقابلة مع LBC ، اعترف والاس العاطفي أيضًا أن بعض الأشخاص سيتركون وراءهم، لا سيما أولئك الذين ليسوا في كابول، لكنه أصر على أن العملية كانت مفتوحة وبدون حد زمني. وطبقاً لما قاله والاس، فإن العملية تهدف إلى إجلاء 1500 شخص آخرين خلال الـ 24-36 ساعة القادمة. تم نشر 200 عسكري آخر في كابول، ليصل العدد الإجمالي إلى 900 فرد، مع تمكن المزيد من القوات قريبًا من الانتشار من أماكن أخرى في المنطقة ، وكذلك من المملكة المتحدة، إذا لزم الأمر.